# Roncus lychnidis
Espèce
Roncus lychnidis est une espèce de pseudoscorpions de la famille des Neobisiidae.

## Distribution
Cette espèce est endémique de Macédoine du Nord. Elle se rencontre à Pechtani dans la grotte Peštera Orevče.

## Publication originale
- Ćurčić, 1984 : On two new species of Roncus L. Koch 1873 from Macedonia (Arachnida: Pseudoscorpiones: Neobisiidae). Senckenbergiana Biologica, vol. 65, p. 97-104.